# Comuna Povitno, Horodok
Povitno (în ucraineană Повітно) este o comună în raionul Horodok, regiunea Liov, Ucraina, formată din satele Povitno (reședința), Zalujjea, Zavereșîțea și Zușîți.

## Demografie
Componența lingvistică a comunei Povitno
     Ucraineană (99,7%)
     Alte limbi (0,3%)
Conform recensământului din 2001, majoritatea populației comunei Povitno era vorbitoare de ucraineană (99,7%), existând în minoritate și vorbitori de alte limbi.